# Zespół Franka-ter Haara
Zespół Franka-ter Haara (ang. Frank-ter Haar syndrome) – rzadki zespół wad wrodzonych. Na fenotyp zespołu składają się brachycefalia, szerokie ciemiączka, wydatne czoło, hiperteloryzm oczny, duże oczy, macrocornea, zaćma, pełne policzki, mały podbródek, łukowate kości długie, i deformacje zgięciowe palców. Pierwsze przypadki zostały opisane 1972 przez Franka, a następnie w 1982 roku przez ter Haara.